# Bdelyrus geijskesi
Bdelyrus geijskesi är en skalbaggsart som beskrevs av Huijbregts 1984. Bdelyrus geijskesi ingår i släktet Bdelyrus och familjen bladhorningar. Inga underarter finns listade.